# Симмондс, Дэйв
Дэйв Симмондс (англ. Dave Simmonds; 25 октября 1939, Лондон, Великобритания — 23 октября 1972, Ренжис, Франция) — британский мотогонщик, чемпион мира по шоссейно-кольцевым мотогонкам MotoGP в классе 125сс. Первый спортсмен, который выиграл чемпионат мира на мотоцикле Kawasaki.
В 1972 году во время участия в гонке в Ренжис под Парижем, Симмондс погиб в результате пожара, вызванного взрывом газового баллона.

## Биография
Уроженец Лондона, Великобритания, Дэйв Симмондс начал ездить малых мотоциклов в начале 1960-х вместе со своим братом Майком. В 1963 году братья Симмондс присоединились к японской команды Tohatsu, пытаясь принять участие в чемпионате мира. Мотоциклы Tohatsu оказались безнадежно неконкурентоспособны с бесконечными механическими проблемами и недостаточно быстрыми, чтобы конкурировать с другими гонщиками, которые ехали на Suzuki, Honda или Derbi.
Дэйв Симмондс дебютировал в 1963 году во время соревнований на острове Мэн «Isle of Man TT», выступая на мотоцикле Tohatsu, оснащенным двухцилиндровым двигателем объемом 50 см3 и пяти ступенчатой коробкой передач с сухим сцеплением. В последующие годы он выступал на Tohatsu с двигателем, объемом 125 см3, выиграв несколько британских региональных соревнований.
В 1966 году Дэйв перешел к другой японской команды. Выступая на Honda, Симмондс закончил Гран-При Ольстера в классе 350сс на 5-м месте.
Договорившись с заводской командой Kawasaki, которая планировала разработать двигатели объемом 50 и 125 см3, в 1967 году Симмондс выступал в чемпионате мира на частном мотоцикле «Kawasaki 125». После двух лет выступлений, которые сопровождались частыми авариями коленчатого вала и поршней, наконец, в 1969 году ему удалось выиграть титул чемпиона мира в классе 125сс, став первым чемпионом мира Kawasaki. В общем зачете он набрал 144 очка, опередив занявшего второе место Дитера Брауна, выступавшего на Suzuki на 59 баллов. В течение сезона Симмондс дважды занимал второе место и восемь раз из одиннадцати праздновал победу на этапах Гран-При, в том числе на гонке «Isle of Man TT». Это была его первая победа на острове Мэн с его 12-ти стартов.
Симмондс продолжал выступать за команду Kawasaki в классе 125сс, выиграв Гран-При Финляндии в Иматре в 1970 году и Гран-При Германии в Хоккенхайме в 1971 году. Также Дэйв принял участие в соревнованиях в классе 500сс, выступая на мотоцикле Kawasaki H1R, на котором он выиграл последний этап сезона 1971 года — Гран-При Испании в Хараме. Этот успех стал первой победой в чемпионате мира в «королевском» классе для Kawasaki.
22 октября 1972 года впервые состоялся «Moto Festival de Rungis», также называемый «Prix International De Paris», организованный мотоциклетной федерацией Франции. Он проходил на 4,108-километровом импровизированном треке «Circuit des Halles» в Ренжис, на юг от Парижа. Соревнования, которые состояли из двух заездов и финала, привлекли нескольких самых известных гонщиков мира, в том числе Фила Рида, который ехал на Norton 750, Джакомо Агостини на его MV Agusta 350 и Барри Шина на Yamaha 350. Дэйв Симмондс занял 3-е в первом заезде на своем Kawasaki 500. Кент Андерсон на Yamaha 350 в итоге выиграл финальную гонку, вторым был Ренцо Пазолини на Aermacchi-Harley Davidson 350, третьим — Кристиан Буржуа на заводском Yamaha 350. Гонка проходила в конце октября, погода была неблагоприятная, поэтому посещаемости соревнований была невысокой, что привело к финансовым убыткам организаторов, поэтому после первого же раза она больше не проводилась.
Вечером после гонки вспыхнул пожар в караванном парка, где жили гонщики. Караван товарищ Симмондса, тоже гонщика Джека Финдли был охвачен пламенем, и Дейв вместе с женой бросились на помощь. В момент, когда Дэйв пытался спасти мать австралийского мотоциклиста, внезапно взорвался газовый баллон. Симмондс получил тяжелые ожоги и был немедленно доставлен в ближайшую больницу, где он скончался от полученных ран на следующий день. Жена Симмондса была также тяжело раненой, хотя сама миссис Финдли осталась невредимой.
Дэйв Симмондс умер за два дня до своего 33-го дня рождения.